# Parg (piosenkarz)
Parg (zapis stylizowany: PARG; orm. Պարգ), właśc. Pargew Wardanjan (orm. Պարգև Վարդանյան; ur. 6 czerwca 1994 w Hajrawanku) – ormiański piosenkarz i autor tekstów. Reprezentant Armenii w 69. Konkursie Piosenki Eurowizji (2025).

## Życiorys

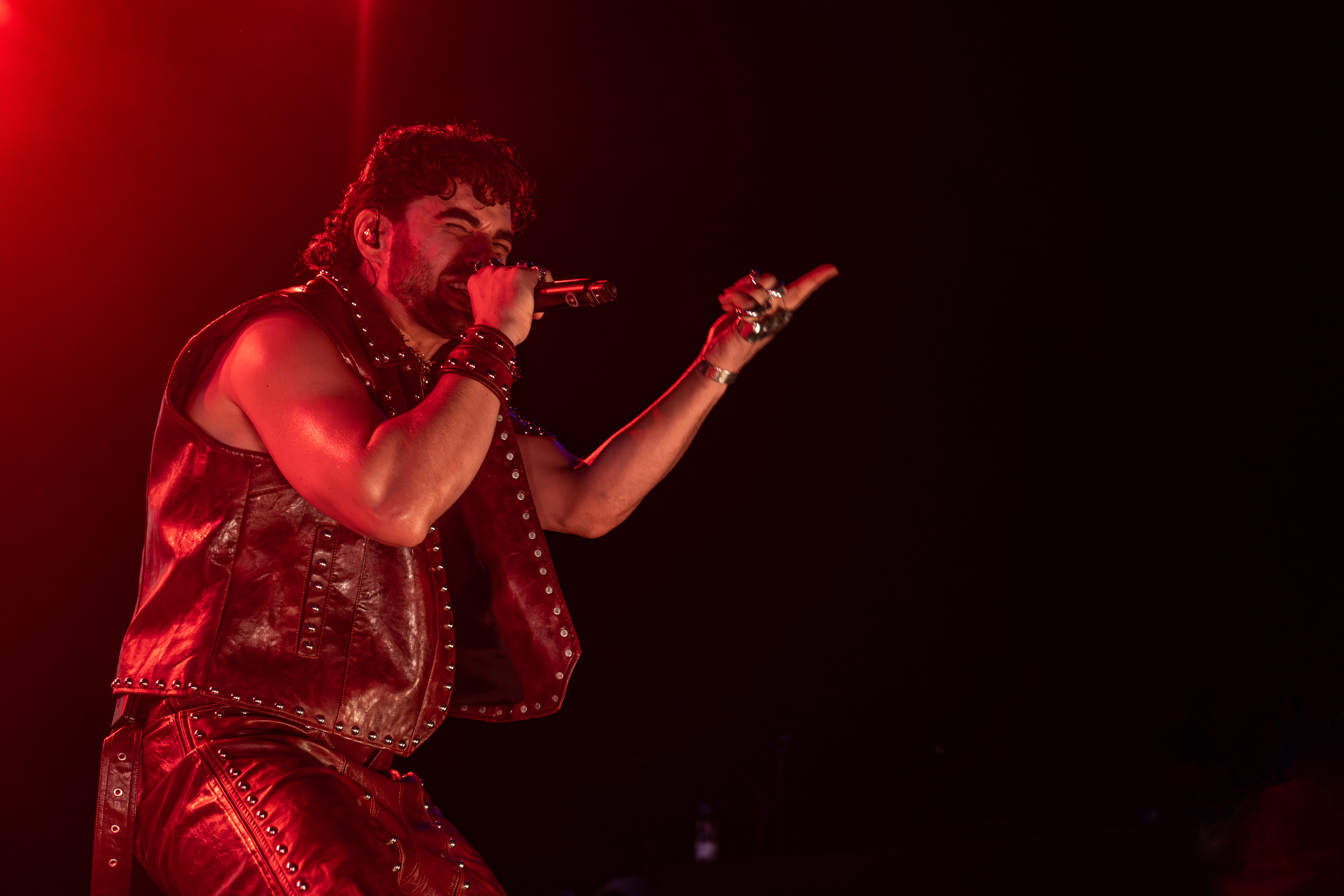
Parg podczas koncertu PrePartyES w Madrycie (2025)

Urodził się i dorastał w ormiańskiej wsi Hajrawank w prowincji Gegharkunik. W późniejszych latach przez pewien czas mieszkał z rodziną w Wołgogradzie, gdzie ukończył studia aktorskie w Wołgogradzkim Uniwersytecie Państwowym Sztuki i Kultury. W 2022 wrócił do Armenii.
W czerwcu 2022 zagrał jako support francuskiej piosenkarki Zaz podczas festiwalu HAYA w Erywaniu. W 2023 wydał swój debiutancki minialbum pt. Theatre Session (Live Edition). W 2024 był nominowany do nagrody Armenian Music Video Award 2024. 16 lutego 2025 z utworem „Survivor” zwyciężył w finale programu Depi Jewratesil 2025, dzięki czemu uzyskał prawo do reprezentowania Armenii w Konkursie Piosenki Eurowizji 2025 w Bazylei. 15 maja wystąpił w drugim półfinale i awansował do finału.

## Życie prywatne
11 sierpnia 2024 ożenił się z influencerką Naną Wardanjan.

## Dyskografia

### Single
| Rok  | Tytuł                  | Najwyższe pozycje na listach | Najwyższe pozycje na listach | Najwyższe pozycje na listach | Album |
| Rok  | Tytuł                  | LTU                          | UK Down.                     | UK Singles Sales             | Album |
| ---- | ---------------------- | ---------------------------- | ---------------------------- | ---------------------------- | ----- |
| 2020 | „Tell Me”              | –                            | –                            | –                            | –     |
| 2020 | „Sareri hovin mernem”  | –                            | –                            | –                            | –     |
| 2021 | „Kuzes”                | –                            | –                            | –                            | –     |
| 2021 | „Ginin u grely”        | –                            | –                            | –                            | –     |
| 2022 | „Snap”                 | –                            | –                            | –                            | –     |
| 2023 | „Araj”                 | –                            | –                            | –                            | –     |
| 2024 | „Arev es” (z Brunette) | –                            | –                            | –                            | –     |
| 2024 | „Qo mot”               | –                            | –                            | –                            | –     |
| 2024 | „Kanchum em”           | –                            | –                            | –                            | –     |
| 2024 | „Es nor tarin”         | –                            | –                            | –                            | –     |
| 2025 | „Survivor”             | 60                           | 64                           | 67                           | –     |